# Radical SR9

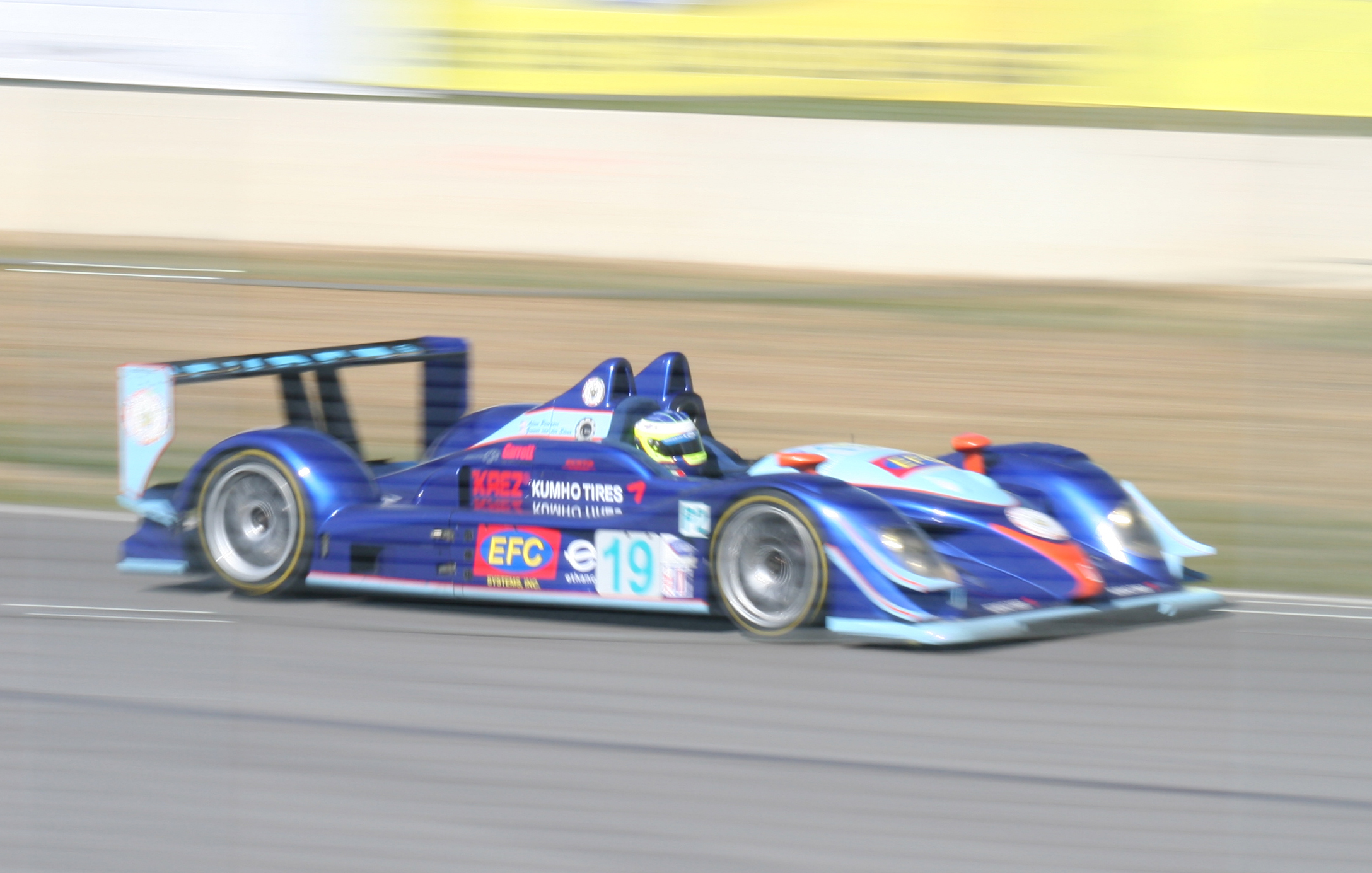
Radical SR9 2007

Der Radical SR9 ist ein von Radical Sportscars in Großbritannien entwickelter Le-Mans-Prototyp der Klasse LMP2. Es existiert mit dem Radical SR10 auch eine Variante für die LMP1-Klasse.

## Renneinsätze
Bruichladdich führt seit 2006 die offiziellen Werkseinsätze für Radical in der Le Mans Series durch. Dabei setzen sie auf Triebwerke aus dem Hause AER. Auf AER setzt auch das US-amerikanische Team Van der Steuer Racing. Diese waren aber seit 2006 nur recht sporadisch in der American Le Mans Series unterwegs. Nachdem Rollcentre Racing 2006 auf einen SR9 setzte, wurde das Engagement für 2007 abgebrochen, trotz eines einsatzbereiten SR9 in ihren Garagen. Das aktuelle SR9-Project wurde vom britischen Team ECO Racing angestoßen. So sollte eine Biodiesel befeuerte LMP1-Variante des SR9, bezeichnet als SR10, bei dem 12-Stunden-Rennen von Sebring 2008 debütieren. Doch mangels gültiger Homologation war dies unmöglich. Bis zum letzten Lauf der Meisterschaft auf dem Laguna Seca Raceway konnten die Probleme ausgeräumt werden, jedoch fiel der Wagen mit einem Schaden an der Antriebswelle aus.
Embassy Racing setzte 2007 einen SR9 in der LMS ein. Diese war wie 2006 bei Rollcentre aber mit einem Judd ausgerüstet. Embassy selbst entwickelte für 2008 mit dem WF01 einen eigenen Le-Mans-Prototyp. Dieser erbte einigte technische Komponenten des SR9, zumal der Designer Peter Elleray für die Entwicklung beider Fahrzeuge zuständig war.

## Chassis
| Nr. | Jahr | Typ  | Team                  | Motor   | Rennserie     |
| --- | ---- | ---- | --------------------- | ------- | ------------- |
| 001 | 2006 | SR9  | Rollcentre Racing     | Judd    | LMS & Le Mans |
| 001 | 2007 | SR9  | Rollcentre Racing     | Judd    |               |
| 002 | 2006 | SR9  | Bruichladdich Radical | AER     | LMS           |
| 002 | 2007 | SR9  | Bruichladdich Radical | AER     | LMS & Le Mans |
| 002 | 2008 | SR9  | Bruichladdich Radical | AER     | LMS & Le Mans |
| 002 | 2009 | SR9  | Bruichladdich Bruneau | AER     | LMS & Le Mans |
| 004 | 2006 | SR9  | Van der Steuer Racing | AER     | ALMS          |
| 004 | 2007 | SR9  | Van der Steuer Racing | AER     | ALMS          |
| 004 | 2008 | SR9  | Van der Steuer Racing | AER     | ALMS          |
| 004 | 2009 | SR9  | Van der Steuer Racing | AER     | ALMS          |
| 005 | 2007 | SR9  | Embassy Racing        | Judd    | LMS           |
| 006 | 2008 | SR10 | ECO Racing            | AER/ECO | ALMS          |